# Copris andrewesi
Copris andrewesi là một loài bọ cánh cứng trong họ Bọ hung (Scarabaeidae).